# Топоринка
Топоринка (баш. Топоринка) — деревня в Благоварском районе Республики Башкортостан Российской Федерации. Входит в состав Языковского сельсовета.

## География

### Географическое положение
Расстояние до:
- районного центра (Языково): 10 км,
- центра сельсовета (Языково): 10 км,
- ближайшей ж/д станции (Благовар): 20 км.

## Население
| 2002 | 2009 | 2010 |
| ---- | ---- | ---- |
| 337  | ↗339 | ↘322 |

Согласно переписи 2002 года, преобладающие национальности — русские (50 %), башкиры (34 %).